# Cyrtandra rubra
Cyrtandra rubra är en tvåhjärtbladig växtart som beskrevs av De Vriese. Cyrtandra rubra ingår i släktet Cyrtandra och familjen Gesneriaceae. Inga underarter finns listade i Catalogue of Life.